# Sela, Kolašin
Sela este un sat din comuna Kolašin, Muntenegru. Conform datelor de la recensământul din 2003, localitatea are 71 de locuitori (la recensământul din 1991 erau 143 de locuitori).

## Demografie
În satul Sela locuiesc 70 de persoane adulte, iar vârsta medie a populației este de 56,0 de ani (50,7 la bărbați și 59,8 la femei). În localitate sunt 37 de gospodării, iar numărul mediu de membri în gospodărie este de 1,92.
Populația localității este foarte eterogenă.
|  |

| Demografie | Demografie | Demografie |
| An         | Locuitori  | Locuitori  |
| ---------- | ---------- | ---------- |
|            |            |            |
|            |            |            |
|            |            |            |
|            |            |            |
| 1948       | 328        |            |
| 1953       | 325        |            |
| 1961       | 321        |            |
| 1971       | 259        |            |
| 1981       | 246        |            |
| 1991       | 143        | 133        |
| 2003       | 71         | 71         |

| \| Componența etnică conform recensământului din 2003[2] \| Componența etnică conform recensământului din 2003[2] \| Componența etnică conform recensământului din 2003[2] \| Componența etnică conform recensământului din 2003[2] \| Componența etnică conform recensământului din 2003[2] \| \| ----------------------------------------------------- \| ----------------------------------------------------- \| ----------------------------------------------------- \| ----------------------------------------------------- \| ----------------------------------------------------- \| \| \| \| \| \| \| \| Sârbi \| Sârbi \| \| 42 \| 59,15% \| \| Muntenegreni \| Muntenegreni \| \| 28 \| 39,43% \| \| necunoscută \| necunoscută \| \| 0 \| 0% \| |              |  |    |        |
| Componența etnică conform recensământului din 2003 |              |  |    |        |
| |              |  |    |        |
| Sârbi | Sârbi        |  | 42 | 59,15% |
| Muntenegreni | Muntenegreni |  | 28 | 39,43% |
| necunoscută | necunoscută  |  | 0  | 0%     |